# قلعه آقا باشتین
قلعه آقا باشتین مربوط به دوره ایلخانی تا دوره صفوی - دوره قاجار است و در شهرستان داورزن، بخش باشتین، مرکز روستای باشتین واقع شده و این اثر در تاریخ ۲۶ اسفند ۱۳۸۷ با شمارهٔ ثبت ۲۶۱۹۹ به‌عنوان یکی از آثار ملی ایران به ثبت رسیده است.